# Дока (группа компаний)
«Дока» (стилизована как ДОКА) — группа зеленоградских компаний, созданных на базе образованного в 1987 году одноимённого центра научно-технического творчества молодежи.
- «Дока Центр» (ранее «Дока Медиа») — разработчик и поставщик профессионального светотехнического оборудования и технологического оснащения сцены.
  - «Дока — Санкт-Петербург» — дочернее предприятие.
- «Студия Дока» — разработчик и издатель программного обеспечения.
- «Дока — Генные Технологии» («ДокаДжин Системс») — производство картофеля высших сортов (селекция и производство семян и миниклубней), гидропонные системы, оборудование для выращивания и хранения картофеля, строительство картофелехранилищ.

## История
«Дока» была создана 6 мая 1987 года как Центр научно-технического творчества молодежи (ЦНТТМ «Дока»). Первоначально профилем организации было создание развлекательного и обучающего программного обеспечения. В райкоме комсомола был получен заём в размере пяти тысяч рублей с которым компания смогла рассчитаться через два месяца. В том же году «Дока» начала развивать направление биотехнологии.
В 1988 году Алексей Пажитнов по заказу «ДОКИ» создал 4 игры, одной из которых был Welltris, успешно продававшийся за рубежом и ставший первым большим успехом компании. Всего было продано более 400 000 копий игры. В середине года был запущен биотехнологический комплекс для развития технологии выращивания безвирусных сельскохозяйственных культур.
В результате вышедшего в 1989 году закона об аренде и арендных отношениях в СССР, ЦНТТМ «ДОКА» стал арендным предприятием, а позднее — акционерным обществом закрытого типа. В том же году компания расширила сферу своей деятельности и начала заниматься производством и распространением светотехнического оборудования.
Первые 7 лет своего существования, «Дока» создавала программные продукты для зарубежного рынка, но в 1994 году начала издательскую деятельность в России.
В 1996 году биотехнологическое направление компании выделилось в самостоятельное предприятие «Дока — Генные Технологии». Годом позже «ДОКА» была преобразована в закрытое акционерное общество «ДОКА Медиа».
В 2002 году было создано дочернее предприятие «Дока — Санкт-Петербург» для распространения светехники в северных регионах России. В 2006 году на базе отделения разработки программного обеспечения была создана компания «Студия Дока», которая продолжила заниматься созданием компьютерных игр и обучающих программ. В 2009 году «ДОКА Медиа» была преобразована в «ДОКА Центр».

## Компьютерные игры
Наиболее известные собственные разработки и локализации:
- Серия «Умные игры»
- «Противостояние»
- «Свинг» (Swing)
- «Baby Type» (тренажёр клавиатуры)
- «Shortline»
- «Total Control»